# Emil Brunner
Heinrich Emil Brunner (Winterthur, 23 de diciembre de 1889 - Zúrich, 6 de abril de 1966) fue un teólogo suizo y pastor reformado.
Profesor de la Universidad de Zúrich de 1924 a 1953, fue un gran defensor de Karl Barth, pero en 1927 abandonó las teorías barthianas e introdujo su propia decisión en el proceso de justificación, abriendo así nuevas perspectivas sobre la predestinación.